# Jeordie White
Jeordie Francis White (20 de Junho de 1971), mais conhecido por seu pseudônimo Twiggy Ramirez, foi baixista da banda Marilyn Manson entre os anos de 1994 a 2002, retornou à mesma em janeiro de 2008 e foi expulso em outubro de 2017. Nativo da Flórida Estados Unidos, cresceu gostando de Star Wars, videogames e heavy metal. Voltou para a banda Marilyn Manson em 2018, tocando no Download Festival.

## Biografia
Jeordie White teve uma infância turbulenta, com uma mãe que trabalhava como groupie em várias bandas de Power Metal e um pai que, segundo ele, enlouqueceu depois de um acidente e desapareceu quando Jeordie tinha apenas seis anos. Teve o cabelo grande desde pequeno, já que sua mãe nunca o cortava.
Jeordie terminou sua parceria musical com Marilyn Manson em 29 de maio de 2002 (Manson postou duas mensagens sobre a saída de Jeordie no fórum oficial da banda). Diz-se que Jeordie assim o fez porque queria preservar sua amizade com Manson ao invés de continuar a discussão sobre a direção criativa da banda. Após sua saída, fez dois shows ao vivo com a banda californiana de punk metal Mondo Generator e tentou a posição de segundo guitarrista da banda Queens of the Stone Age, que ele perdeu para Troy Van Leeuwen, do A Perfect Circle. Meses depois, Jeordie se juntaria a essa mesma banda, em um projeto de Maynard James Keenan e do ex-guitarrista do Nine Inch Nails, Billy Howerdel, como baixista da banda em tempo integral. Mais tarde ele se juntaria a Josh Homme, homem de frente do Queens of the Stone Age, no nono e décimo volumes de seu projeto The Desert Sessions.
Jeordie também tem seu próprio projeto com Chris Gross chamado “Goon Moon” e já foi baixista da banda Nine Inch Nails.
Jeordie White, foi acusado de estupro por sua ex-namorada, Jessicka Addams. É a vocalista da banda Jack Off Jill.
Jessicka Addams afirmou, em um post do facebook, ter sido estuprada pelo Jeordie White durante uma pausa de uma turnê feita com o Nine Inch Nails, o músico integrou a banda Trent Reznor entre os anos de 2005 e 2007. A cantora reforçou que outras mulheres entraram em contato com ela, posteriormente, para relatar outras situações abusivas por parte de Jeordie White.
Por esse motivo, Marilyn Manson o expulsou da banda em 24 de outubro de 2017. Marilyn Manson postou no Facebook que a banda se separou de Ramirez, citando as alegações de estupro e violência doméstica, e anunciou que haverá um substituto para a próxima turnê.

## Discografia

### Amboog-A-Lard
- 1993: A New Hope

### Marilyn Manson
- 1994: Portrait of an American Family
- 1995: Smells Like Children
- 1996: Antichrist Superstar
- 1998: Mechanical Animals
- 1999: The Last Tour On Earth
- 2000: Holy Wood (In the Shadow of the Valley of Death)
- 2000: Guns, God and Government
- 2004: Lest We Forget: The Best of
- 2009: The High End of Low
- 2012: Born Villain
- 2015: The Pale Emperor
- 2017: Heaven Upside Down

### The Desert Sessions
- 2003: Volumes 9 & 10

### A Perfect Circle
- 2003: Thirteenth Step
- 2004: eMOTIVe
- 2004: aMOTION

### Goon Moon
- 2005: I Got a Brand New Egg Layin' Machine
- 2007: Licker's Last Leg

### Nine Inch Nails
- 2007: Beside You In Time